# Caduceren
Caduceren is een ander woord voor 'vervallen verklaren'. Het komt van het Franse caduque, wat "bouwvallig", "broos" of "vergankelijk" betekent. In de middeleeuwen waren gecaduceerde goederen stukken grond die bij de dood van de eigenaar, bij gebrek aan een opvolger of in het geval van felonie (eedschending of ontrouw aan de leenheer) vervielen aan de leenheer (confiscatie).